# Oscilação plasmática
Oscilação plasmática, também conhecida como ondas de Langmuir, são oscilações rápidas das densidades eletrônicas ao conduzir meio, como plasma ou metais na região ultravioleta. As oscilações podem ser descritas como uma instabilidade na função dielétrica de um gás de elétrons livres.  A frequência depende somente fracamente do comprimento de onda da oscilação.  As quasipartículas resultantes da quantização destas oscilações são os plasmons.
Ondas de Langmuir foram descobertas pelos físicos americanos Irving Langmuir e Lewi Tonks na década de 1920. Eles fazem um paralelo com o formato das ondas de instabilidade de Jeans, que são causadas por instabilidades gravitacionais em um meio estático.

## Mecanismo
Considere um plasma eletricamente neutro em equilíbrio, consistindo em um gás de íons carregados positivamente e elétrons carregados negativamente. Se algum deslocar em pequenas quantidades um ou um grupo de elétrons referentes aos íons, a força Coulombiana puxa os elétrons de volta, atuando como uma força restauradora.

### Elétrons "frios"
Se o movimento térmico dos elétrons for ignorado, é possível mostrar que a densidade de carga oscila na frequência plasmática
{\displaystyle \omega _{\mathrm {pe} }={\sqrt {\frac {n_{\mathrm {e} }e^{2}}{m^{*}\varepsilon _{0}}}},\left[\mathrm {rad/s} \right]} (Unidades SI)
{\displaystyle \omega _{\mathrm {pe} }={\sqrt {\frac {4\pi n_{\mathrm {e} }e^{2}}{m^{*}}}},\left[\mathrm {rad/s} \right]} (Unidades CGS)
em que {\displaystyle {\boldsymbol {n_{e}}}} é o número de densidade de elétrons, {\displaystyle e} é a carga elétrica, {\displaystyle m*} é a massa efetiva do elétron, e {\displaystyle \varepsilon _{0}} é o coeficiente de permissividade no vácuo. Note que a fórmula acima é derivada sob aproximação que a massa do íon é infinita. Isso é, geralmente, uma boa aproximação, já que os elétrons são muito mais leves que os íons.
Se considerarmos o portador de carga em um dielétrico com uma permissividade {\displaystyle \varepsilon _{\mathrm {r} }>1}, então a frequência do plasma diminui:
{\displaystyle \omega _{\mathrm {p} }={\sqrt {\frac {n_{\mathrm {e} }e^{2}}{\varepsilon _{\mathrm {r} }\varepsilon _{0}m_{\mathrm {e} }}}}} (Unidades SI).
A ressonância plasmática é uma excitação sem dispersão, ou seja, é independente da expansão. Uma onda eletromagnética penetrando no material pode excitar a vibração e, assim, experimentar tanto absorção quanto refração.
Demonstração usando equações de Maxwell.  Assumindo oscilações de densidade de carga {\displaystyle \rho (\omega )=\rho _{0}e^{-i\omega t}} a equação de continuidade:
{\displaystyle \nabla \cdot \mathbf {j} =-{\frac {\partial \rho }{\partial t}}=i\omega \rho (\omega )}
a Lei de Gauss
{\displaystyle \nabla \cdot \mathbf {E} (\omega )=4\pi \rho (\omega )}
e a condutividade
{\displaystyle \mathbf {j} (\omega )=\sigma (\omega )\mathbf {E} (\omega )}
tomando a divergência em ambos os lados e substituindo as relações acima:
{\displaystyle i\omega \rho (\omega )=4\pi \sigma (\omega )\rho (\omega )}
o que é sempre verdadeiro apenas se {\displaystyle 1+{\frac {4\pi i\sigma (\omega )}{\omega }}=0}
Mas isto também é a constante dielétrica (ver modelo de Drude) {\displaystyle \epsilon (\omega )=1+{\frac {4\pi i\sigma (\omega )}{\omega }}} e a condição de transparência (i.e. {\displaystyle \epsilon \geq 0} de uma certa frequência plasmática {\displaystyle \omega _{\rm {p}}} e acima), a mesma condição aqui {\displaystyle \epsilon =0} aplicada para que também seja possível a propagação das ondas de densidade na densidade de carga.
Esta expressão deve ser modificada no caso dos elétrons-pósitrons plasmáticos, frequentemente encontrados na astrofísica.  Já que a frequência é independente do comprimento de onda, estas oscilações têm uma velocidade de fase infinita e uma velocidade de grupo igual a zero.
Note que, quando {\displaystyle m*=m_{e}}, a frequência plasmática, {\displaystyle \omega _{pe}}, depende apenas de constantes físicas e da densidade eletrônica {\displaystyle n_{e}}. A expressão numérica para a frequência plasmática angular é dada por:
{\displaystyle f_{\text{pe}}={\frac {\omega _{\text{pe}}}{2\pi }}~\left[{\text{Hz}}\right]}
Metais são somente transparentes a uma luz com frequência maior que a frequência plasmática do próprio metal. Para certos metais, como o alumínio ou a prata, {\displaystyle n_{e}} é aproximadamente {\displaystyle 10^{23}cm^{-3}}, que traz a frequência plasmática a região ultravioleta. É por isso que muitos metais refletem a luz visível, apresentando um certo brilho.

### Derivação
As três equações necessárias para derivar a frequência do plasma são:
1.) A equação de Poisson da eletrostática, que descreve o potencial em função da densidade de carga:
{\displaystyle \Delta \Phi (\mathbf {r} ,t)=-{\frac {qn(\mathbf {r} ,t)}{\varepsilon }}}
onde
- {\displaystyle \Delta } Laplaciano
- {\displaystyle \Phi } Potencial eletrostático
- {\displaystyle q} Carga elétrica das partículas
- {\displaystyle n} densidade de partículas
- {\displaystyle \varepsilon =\varepsilon _{0}\varepsilon _{\mathrm {r} }} permissividade

2.) A equação de continuidade, que descreve a conservação das partículas:
{\displaystyle q{\frac {\partial n(\mathbf {r} ,t)}{\partial t}}+\operatorname {div} \,\mathbf {j} (\mathbf {r} ,t)=0\,}
com
- {\displaystyle \mathbf {j} =qn\mathbf {v} } Densidade de corrente elétrica com velocidade de partícula {\displaystyle \mathbf {v} } (A equação pode ser formulada para conservação de carga – como aqui – ou para conservação de partículas.)

3.) A segunda lei de Newton, que é a resposta cinética das partículas em relação à força {\displaystyle \mathbf {F} } dos campos elétricos {\displaystyle \mathbf {E} } descreve:
{\displaystyle \mathbf {F} (\mathbf {r} ,t)=m{\frac {\partial \mathbf {v} (\mathbf {r} ,t)}{\partial t}}}
com
- {\displaystyle \mathbf {F} (\mathbf {r} ,t)=q\mathbf {E} (\mathbf {r} ,t)=-q\operatorname {grad} \,\Phi (\mathbf {r} ,t)}

Para pequenas flutuações na densidade, usando a relação para a densidade de corrente mostrada em 2.), a derivada temporal da velocidade da partícula pode ser expressa apenas pela derivada temporal da densidade de corrente:
{\displaystyle {\frac {\partial \mathbf {v} (\mathbf {r} ,t)}{\partial t}}={\frac {\partial {\frac {\mathbf {j} (\mathbf {r} ,t)}{qn(\mathbf {r} ,t)}}}{\partial t}}\approx {\frac {1}{\,qn_{0}}}{\frac {\partial \mathbf {j} (\mathbf {r} ,t)}{\partial t}}}
Isto envolve a suposição de que as flutuações de densidade relativa são pequenas em comparação com as mudanças relativas nas velocidades das partículas. Isso nos dá, substituindo-o de volta na equação 3.)
{\displaystyle -q\operatorname {grad} \,\Phi (\mathbf {r} ,t)={\frac {m}{qn_{0}}}{\frac {\partial \mathbf {j} (\mathbf {r} ,t)}{\partial t}}}
que aplicando a operação de divergência a toda a equação
{\displaystyle -q\Delta \,\Phi (\mathbf {r} ,t)={\frac {m}{qn_{0}}}{\frac {\partial \operatorname {div} \,\mathbf {j} (\mathbf {r} ,t)}{\partial t}}}
uma inserção da equação de Poisson da eletrostática à esquerda e a equação de continuidade à direita permitem:
{\displaystyle {\frac {q^{2}}{\varepsilon }}n(\mathbf {r} ,t)=-{\frac {m}{n_{0}}}{\frac {\partial ^{2}n(\mathbf {r} ,t)}{\partial t^{2}}}}
Isso resulta na equação para uma oscilação harmônica com a frequência natural do plasma
{\displaystyle \omega _{\mathrm {p} }^{2}={\frac {q^{2}\,n_{0}}{m\,\varepsilon }}}

## Relação de dispersões
Como a frequência do plasma é independente do comprimento de onda, as oscilações do plasma têm uma velocidade de fase que é proporcional ao comprimento de onda e uma velocidade de grupo nula.  A onda eletromagnética incidente no exemplo acima excita os portadores de carga do plasma a oscilarem (perpendicular à direção de propagação porque a onda é transversal), mas não causa transporte de carga na direção de incidência da onda.
Se os elétrons têm uma velocidade térmica finita {\displaystyle v_{\mathrm {e,th} }={\sqrt {\frac {k_{\mathrm {B} }T_{\mathrm {e} }}{m_{\mathrm {e} }}}}} temos
- {\displaystyle k_{\mathrm {B} }}: constante de Boltzmann
- {\displaystyle m_{\mathrm {e} }}: Massa de elétrons
- {\displaystyle T_{\mathrm {e} }}: a temperatura do elétrons padronizada {\displaystyle T} relacionada a {\displaystyle m_{\mathrm {e} }} ,

além do campo elétrico, a pressão de elétrons atua como uma força restauradora. Então as oscilações se propagam com a relação de dispersão de Bohm-Gross
{\displaystyle \omega ^{2}=\omega _{\mathrm {pe} }^{2}+3(k\cdot v_{\mathrm {e,th} })^{2}} (k: número de onda).
Quando a escala espacial é grande em comparação com o comprimento de Debye, a pressão desempenha um papel menor:
{\displaystyle \omega \approx \omega _{\mathrm {pe} }.}
Em pequenas escalas, no entanto, a pressão domina:
{\displaystyle {\begin{aligned}\omega ^{2}&\approx 3(k\cdot v_{\mathrm {e,th} })^{2}\\\Leftrightarrow \omega &\approx k{\sqrt {3}}\cdot v_{\mathrm {e,th} }\\\Leftrightarrow v_{\mathrm {ph} }\equiv {\frac {\omega }{k}}&\approx {\sqrt {3}}\cdot v_{\mathrm {e,th} },\end{aligned}}}
o que significa que as ondas serão dispersivas com a velocidade de fase {\displaystyle {\sqrt {3}}\cdot v_{\mathrm {e,th} },}, para que a onda de plasma possa acelerar elétrons individuais. Este processo é um tipo de amortecimento sem colisão, denominado amortecimento Landau. Por esta razão, a relação de dispersão é difícil de observar em maiores {\displaystyle k} e raramente é importante.

### Elétrons "quentes"
Quando os efeitos da velocidade térmica dos elétrons {\displaystyle v_{e,th}=\surd {k_{B}T/m_{e}}} são levadas em consideração, a pressão eletrônica age como uma força restauradora enquanto que o campo elétrico e as oscilações propagam com frequência e número de onda relacionados a onda longitudinal de Langmuir:
{\displaystyle \omega ^{2}=\omega _{\mathrm {pe} }^{2}+{\frac {3k_{\mathrm {B} }T_{\mathrm {e} }}{m_{\mathrm {e} }}}k^{2}=\omega _{\mathrm {pe} }^{2}+3k^{2}v_{\mathrm {e,th} }^{2},}
chamados de relação de dispersão de Bohm-Gross. Se a escala espacial é comparada largamente ao comprimento de Debye, as oscilações são modificadas apenas fracamente pelo termo de pressão, porém em escalas pequenas o termo de pressão é dominante e a onda se torna uma onda sem dispersão com velocidade {\displaystyle \surd 3\cdot v_{e,th}}. Para tais ondas, entretanto, a velocidade térmica eletrônica é comparada a velocidade de fase:
{\displaystyle v\sim v_{\mathrm {ph} }\ {\stackrel {\mathrm {def} }{=}}\ {\frac {\omega }{k}},}
logo as ondas de plasma podem acelerar elétrons que estão se movendo com velocidade próxima a velocidade de fase da onda. Esse processo geralmente leva a uma forma de amortecimento sem colisões, chamado amortecimento de Landau. Consequentemente, a larga porção na relação de dispersão é difícil de se observar e raramente de se prever as consequências.
Em um plasma delimitado, franjas de um campo elétrico podem resultar em propagações das oscilações de plasma, até quando os elétrons estão frios.
Em um metal ou semicondutor, o efeito potencial periódico dos íons devem ser levados em consideração. Isso é normalmente feito ao usar a massa efetiva dos elétrons no lugar de {\displaystyle m}.

### Oscilações plasmáticas e o efeito da massa negativa.

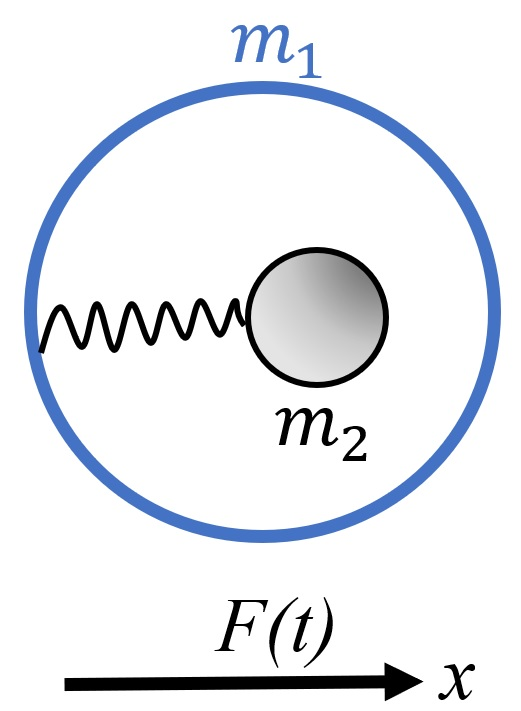
Figura 1. Núcleo com massa está conectado internamente através da mola com para uma concha com massa. O sistema está sujeito à força senoidal.

Oscilações plasmáticas podem enaltecer o efeito da "massa negativa". O modelo mecânico que representa ao efeito de massa efetiva negativo é representado na Figura 1. Um núcleo com massa central {\displaystyle m_{2}} é conectada internamente através da mola com constante {\displaystyle k_{2}} a uma concha com massa {\displaystyle m_{1}}. O sistema é submetido a força senoidal {\displaystyle F(t)={\widehat {F}}\sin \omega t}. Se as equações de moção para as massas {\displaystyle m_{1}} e {\displaystyle m_{2}} forem resolvidas e substituir todo o sistema por uma única massa efetiva {\displaystyle m_{eff}}, obteremos:
{\displaystyle m_{\rm {eff}}=m_{1}+{m_{2}\omega _{0}^{2} \over \omega _{0}^{2}-\omega ^{2}},}
em que {\displaystyle \omega _{0}=\surd {k_{2}/m_{2}}}. Quando a frequência {\displaystyle \omega } se aproxima de {\displaystyle \omega _{0}} por valores maiores, a massa efetiva {\displaystyle m_{eff}} será negativa.

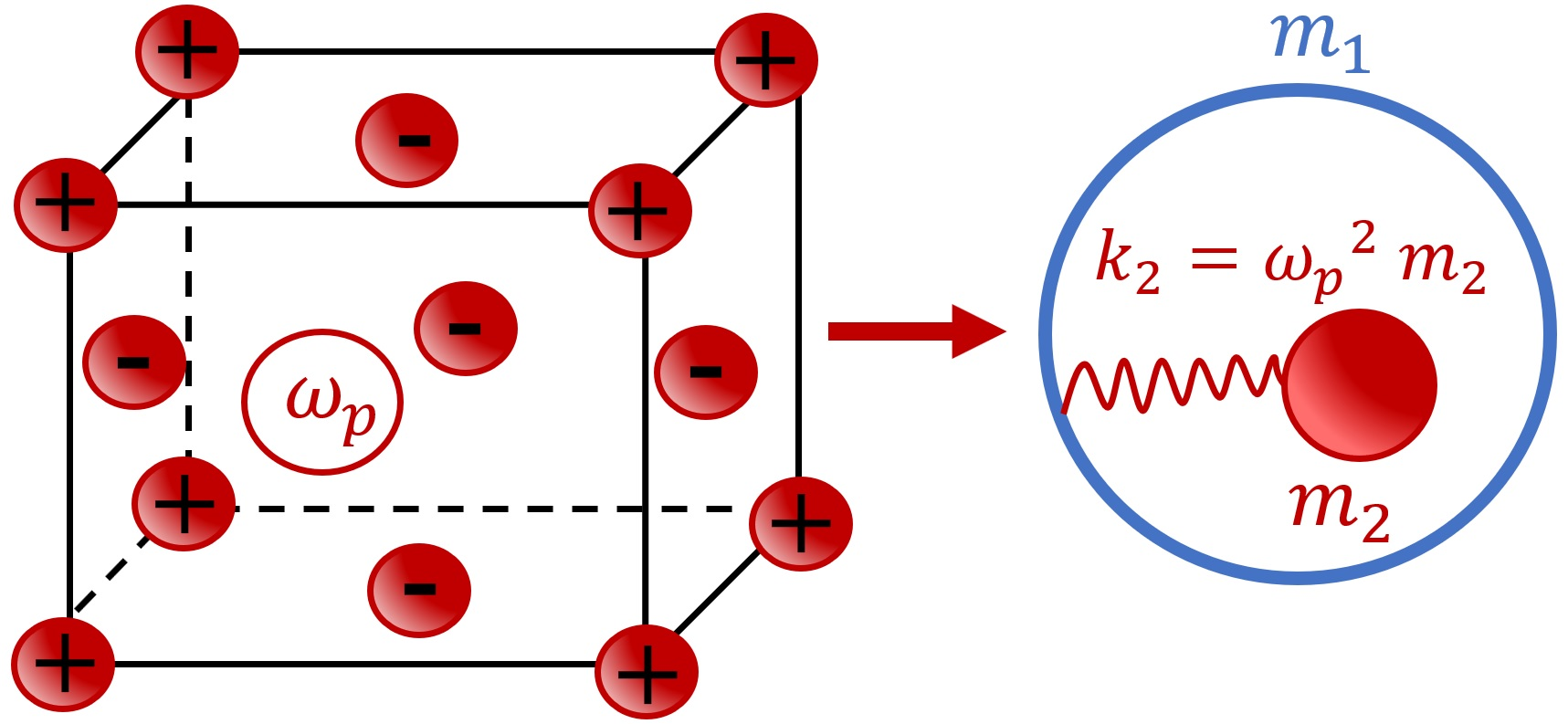
Figura 2. Gás de elétrons livres está imerso na rede iônica ; é a frequência do plasma (o esboço à esquerda). O esquema mecânico equivalente do sistema (esboço à direita).

A massa negativa efetiva(densidade) também se torna possível baseado no acoplamento eletromecânico explorando oscilações plasmáticas de um gás de elétrons livres (ver Figura 2). A massa negativa aparece como um resultado de uma vibração de uma partícula metálica de frequência {\displaystyle \omega } que é próxima a frequência de oscilação plasmática do gás de elétrons {\displaystyle m_{2}} relativamente ao retículo iônico {\displaystyle m_{1}}. As oscilações plasmáticas são representadas pelas franjas elásticas {\displaystyle k_{2}=\omega _{p}^{2}m_{2}}, em que {\displaystyle \omega _{p}} é a frequência plasmática. Logo, a partícula metálica vibrada com a frequência externa {\displaystyle \omega } é descrita pela massa efetiva.
{\displaystyle m_{\rm {eff}}=m_{1}+{m_{2}\omega _{\rm {p}}^{2} \over \omega _{\rm {p}}^{2}-\omega ^{2}},}
que é negativa quando a frequência {\displaystyle \omega } se aproxima de {\displaystyle \omega _{p}} por valores maiores. Metamateriais explorando o efeito de massa negativa na vizinhança da frequência plasmática tem sido reportados.

## Aplicações
Os elétrons com uma certa frequência plasmática podem, portanto, realizar movimentos quase instantâneos que são “mais lentos” que a frequência plasmática. Isto significa, em particular, que os plasmas refletem quase completamente as ondas eletromagnéticas com frequências abaixo da frequência do plasma, mas são transparentes para ondas com frequências acima da frequência do plasma.

### Reflexão da luz nos metais
A frequência do plasma está em metal sólido com densidades eletrônicas típicas de {\displaystyle n_{\mathrm {e} }=10^{28}\,\mathrm {m} ^{-3}} no alcance de {\displaystyle \omega _{\mathrm {p} }=5\cdot 10^{15}\,\mathrm {s} ^{-1}}, e quanto à velocidade de fase para ondas eletromagnéticas em um comprimento de onda de {\displaystyle \lambda _{\mathrm {p} }\approx 300\,\mathrm {nm} } pode ser convertido, o que está em radiação ultravioleta. Os metais, portanto, refletem a luz na faixa óptica e especialmente as ondas de rádio e radar. Ondas eletromagnéticas com frequências mais altas, como UV ou raios X, são transmitidas desde que nenhuma outra ressonância acima da frequência do plasma (por exemplo, transições eletrônicas de camadas de baixa energia) as absorva.

### Reflexão das ondas de rádio na atmosfera
As oscilações do plasma na ionosfera da Terra são a razão pela qual os programas de rádio transmitidos em ondas curtas têm um alcance muito longo. As ondas de rádio atingem a ionosfera e estimulam os elétrons a oscilar. Devido à densidade eletrônica relativamente baixa da camada F de apenas 1012 m−3 pode ter uma frequência plasmática de aproximadamente 9 MHz calculados. Isto leva a uma reflexão de todas as ondas incidentes verticalmente com frequências mais baixas na ionosfera. Com um ângulo de incidência mais plano, a máxima frequência utilizável para valores até maiores que a escala de 50 MHz.  Os programas transmitidos em ondas curtas também podem ser recebidos em locais que estão realmente na sombra do transmissor. Uma comunicação com aqueles satélites de órbita mais alta ou GPS só é possível em frequências ainda mais altas na banda UHF.

## Leitura extra
- Longair, Malcolm S. (1998), Galaxy Formation, Berlin: Springer, ISBN 978-3-540-63785-1